# X3D
X3D — безоплатний міжнародний стандарт ISO на основі XML формату файлів для описання тривимірної комп'ютерної графіки.
Вона є послідовником програмних розширень X3D функцій до мови моделювання віртуальної реальності (VRML). (таких як CAD, ландшафтів, анімації гуманоїдів, NURBS, тощо), можливість закодувати сцену з використанням XML синтаксису, а також в синтаксисі подібному до Open Inventor від VRML97, або бінарному форматі.
Абстрактна специфікація для X3D (ISO/IEC 19775) була вперше схвалена ISO в 2004 році. Кодування XML і класичний VRML для X3D (ISO/IEC 19776) були вперше затверджені в 2005 році.

## Приклад
```
<?xml version="1.0" encoding="UTF-8"?>

<!DOCTYPE X3D PUBLIC "ISO//Web3D//DTD X3D 3.2//EN"

  "http://www.web3d.org/specifications/x3d-3.2.dtd">

<X3D
 
profile=
"Interchange"
 
version=
"3.2"

     
xmlns:xsd=
"http://www.w3.org/2001/XMLSchema-instance"

     
xsd:noNamespaceSchemaLocation=
"http://www.web3d.org/specifications/x3d-3.2.xsd"
>

<Scene>

  
<Shape>

    
<IndexedFaceSet
 
coordIndex=
"0 1 2"
>

      
<Coordinate
 
point=
"0 0 0 1 0 0 0.5 1 0"
/>

    
</IndexedFaceSet>

  
</Shape>

</Scene>

</X3D>

```